# 부여 산직리 지석묘
부여 산직리 지석묘(扶餘 山直里 支石墓)는 대한민국 충청남도 부여군 초촌면에 있는 청동기시대의 지석묘이다. 1982년 12월 31일 충청남도의 기념물 제40호로 지정되었다.

## 개요
지석묘는 청동기시대의 대표적인 무덤으로 고인돌이라고도 부르며, 주로 경제력이 있거나 정치권력을 가진 지배층의 무덤으로 알려져 있다.
우리나라의 고인돌은 4개의 받침돌을 세워 돌방을 만들고 그 위에 거대하고 평평한 덮개돌을 올려놓은 탁자식과, 땅 속에 돌방을 만들고 작은 받침돌을 세운 뒤 그 위에 덮개돌을 올린 바둑판식으로 구분된다.
충청남도 부여군 초촌면 산직리의 '바우재'또는 '쇠울'이라 불리는 구릉에 동서로 2기의 고인돌이 나란히 있다. 동쪽 고인돌의 덮개돌은 길이 5.8m, 너비 3.7m의 크기이며, 하부구조는 모두 파헤쳐져 알 수 없으나 바둑판식으로 추정된다. 현재 동쪽과 북쪽 받침돌이 노출되어 있으며, 일부는 파괴되어 다른 곳으로 운반된 듯하다.
서쪽 고인돌의 덮개돌은 길이 약 5.8m, 너비 약 4.2m이며 받침돌은 보이지 않는다. 덮개돌이 수평을 유지하고 있고 하부에 매장구조가 없는 것으로 보아 제사를 드리는 제단(祭壇)의 기능을 가졌던 고인돌로 추정된다.

## 같이 보기
- 고인돌

## 참고 자료
- 부여산직리지석묘 - 국가유산청 국가유산포털